# Långstjärtad parakit
Långstjärtad parakit (Psittacula longicauda) är en hotad papegojfågel som förekommer i Sydostasien.

## Utbredning och systematik
Långstjärtad parakit delas in i fem underarter med följande utbredning:
- Psittacula longicauda tytleri – förekommer på Andamanerna
- Psittacula longicauda nicobarica – förekommer på Nikobarerna
- longicauda-gruppen
  - Psittacula longicauda longicauda – förekommer i södra Malackahalvön, Borneo, Sumatra, Nias, Bangka och Anambas
  - Psittacula longicauda defontainei – förekommer på Natuna (västra Borneo)
- Psittacula longicauda modesta – förekommer i Enggano (utanför sydvästra Sumatra)

Underarterna tytleri och nicobarica skiljer sig tydligt både från varandra och från övriga underarter, och kan utgöra två distinkta egna arter. Genetiska studier visar också att de olika taxonen inte är varandras nämaste släktingar. Dessa resultat har dock ännu inte lett till några taxonomiska förändringar.

## Kännetecken
Långstjärtad parakit är en 42 cm lång papegojfågel med som namnet avslöjar relativt lång stjärt. Från sina närmaste släktingar utmärker den sig genom kombinationen av röda kinder, grön hjässa, ljust grågrön nacke och mantel samt blå förlängda centrala stjärtpennor.

### Skillnader mellan underarter
De fyra underartsgrupperna (se Systematik ovan) skiljer sig relativt mycket åt i utseende. Tre av dem skiljer sig från den fjärde, nominatformen och defontainei, enligt följande:
- Fåglar i Andamanerna (tytleri) är större. Hanen är gulgrön med kraftig malvafärgad anstrykning från nacken bak till övre delen av ryggen. På nedre delen av ryggen och övergumpen är den grön. Honan är gulgrön från hjässan till manteln.

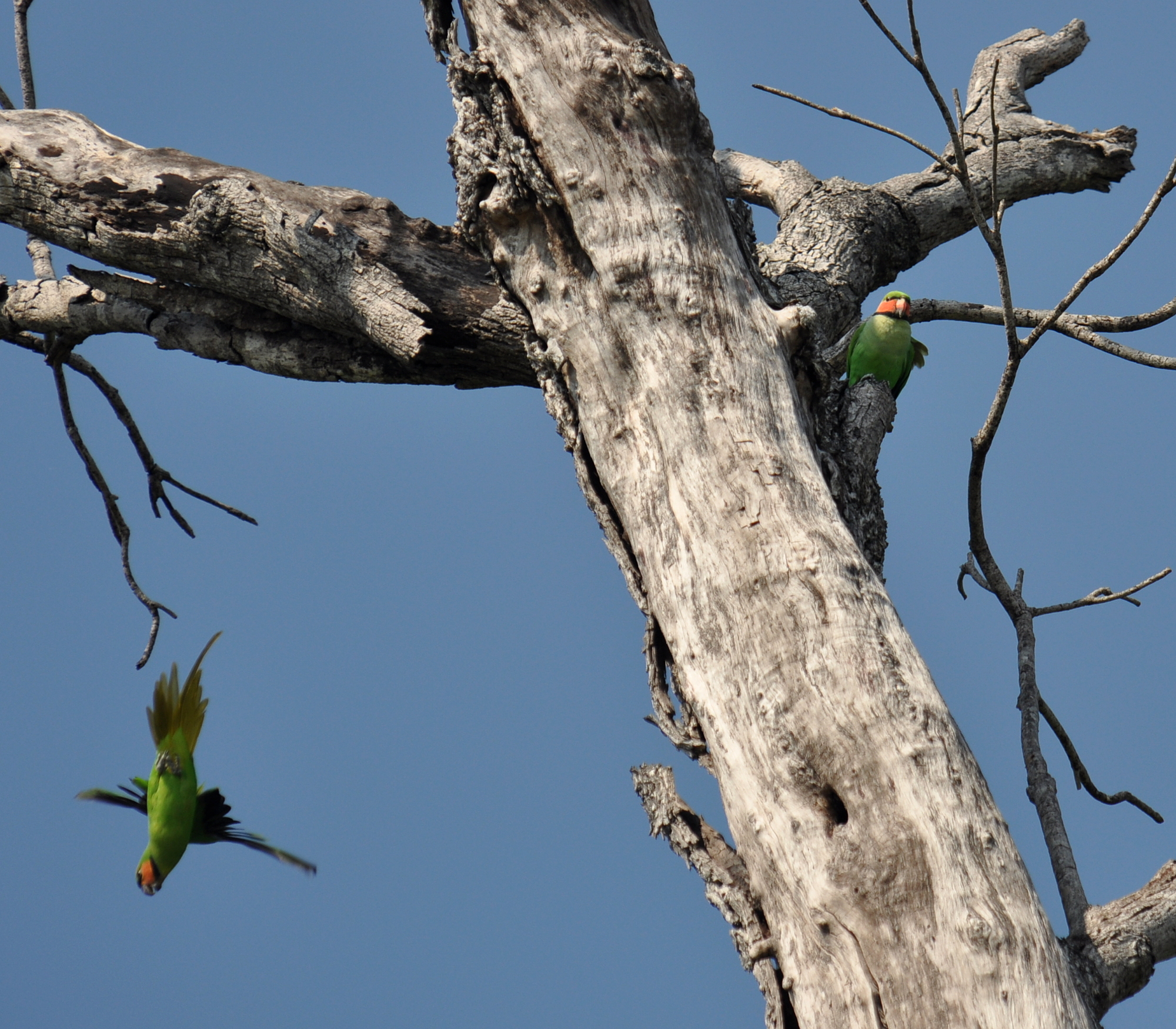
Taxonet tytleri i Andamanöarna.

- Hanar i angränsande Nikobarerna (nicobarica) är också relativt stora, men har istället en lätt blå anstrykning på manteln.

- Fåglar på ön Enggano utanför Sumatra (modesta) är även de förhållandevis stora med mattröd grönaktig hjässa och karmosinfärgade huvudsidor. Honan har grönbrun hjässa med en röd fläck i nacken.

### Läten
Bland lätena hörs disharmoniska "kiak", ljusa "pee-yo", grälande "cheet-cheet-cheet" och darrande "kraaak".

## Status och hot
Arten tros minska relativt kraftigt till följd av skogsavverkning och fångst för vidare försäljning inom burfågelindustrin. Internationella naturvårdsunionen IUCN kategoriserar den därför som sårbar.